# 久瑞站
久瑞站（：／ Guseo yeok */?）是釜山地鐵1號線沿線的一座高架車站，位於韓國釜山廣域市金井區久瑞洞。

## 車站結構
站體為2面2線側式月台的高架車站，候車月台設有月台幕門，並有4處出口。
原可通過候車室轉乘對向列車，改建後已無法轉乘。

### 月台配置
| 長箭 ↑ |
| \| 上  |
| ↓ 斗實 |

| 月台 | 路線               | 目的地                       |
| ---- | ------------------ | ---------------------------- |
| 上行 | ●釜山都市铁道1号线 | 多大浦海水浴場方向           |
| 下行 | ●釜山都市铁道1号线 | 斗實、南山、梵魚寺、老圃方向 |

## 歷史
- 1985年7月19日：久瑞洞站落成啟用。
- 2010年2月24日：改为现在名称。

## 車站周邊
- 金井郵局
- 金井區廳
- 釜山金井警察署
- 金井消防署
- 金井文化會館
- 東萊女子中學
- 釜山藝術中學、高校
- 釜山銀行（朝鲜语：부산은행）總行
- E-mart金井店
- 京釜高速公路久瑞交流道

## 圖片

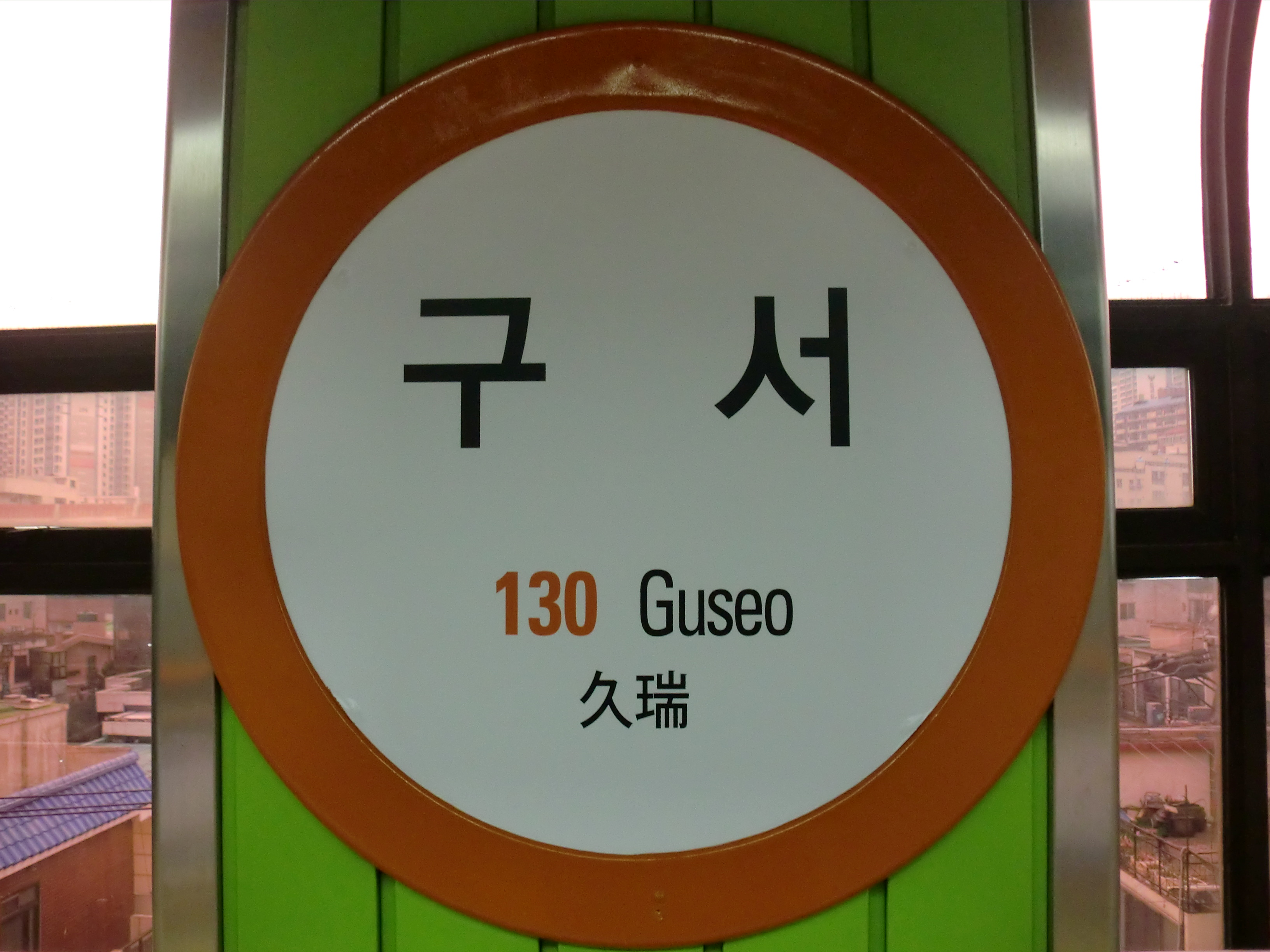
站名牌
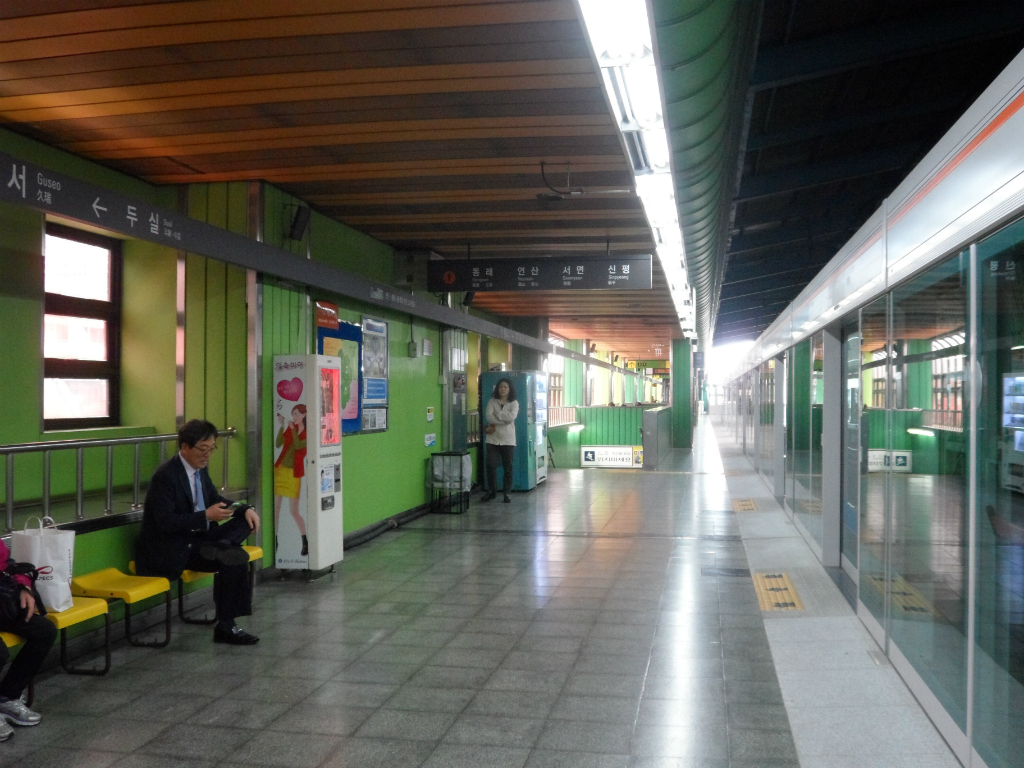
候車月台
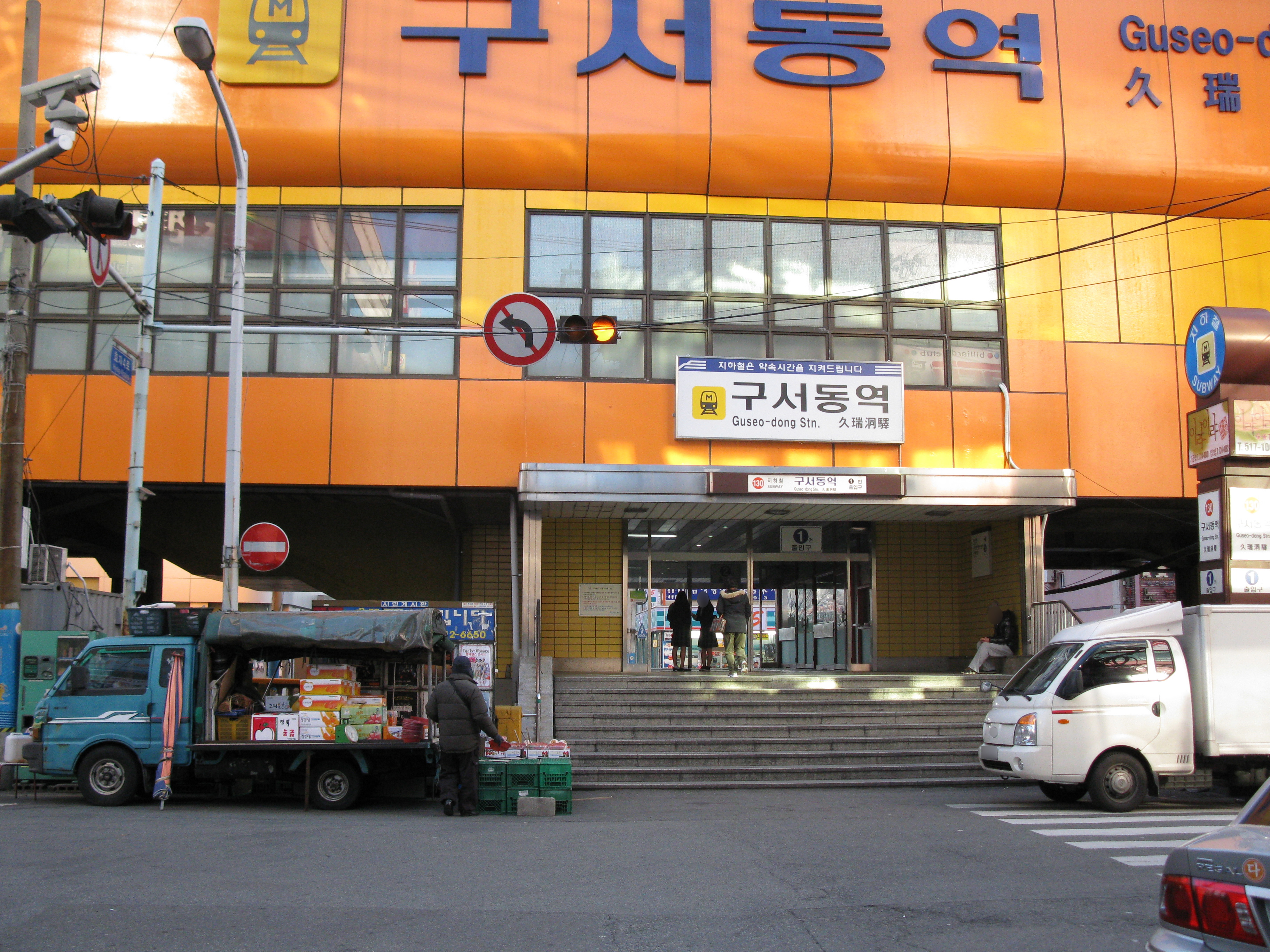
1號出口
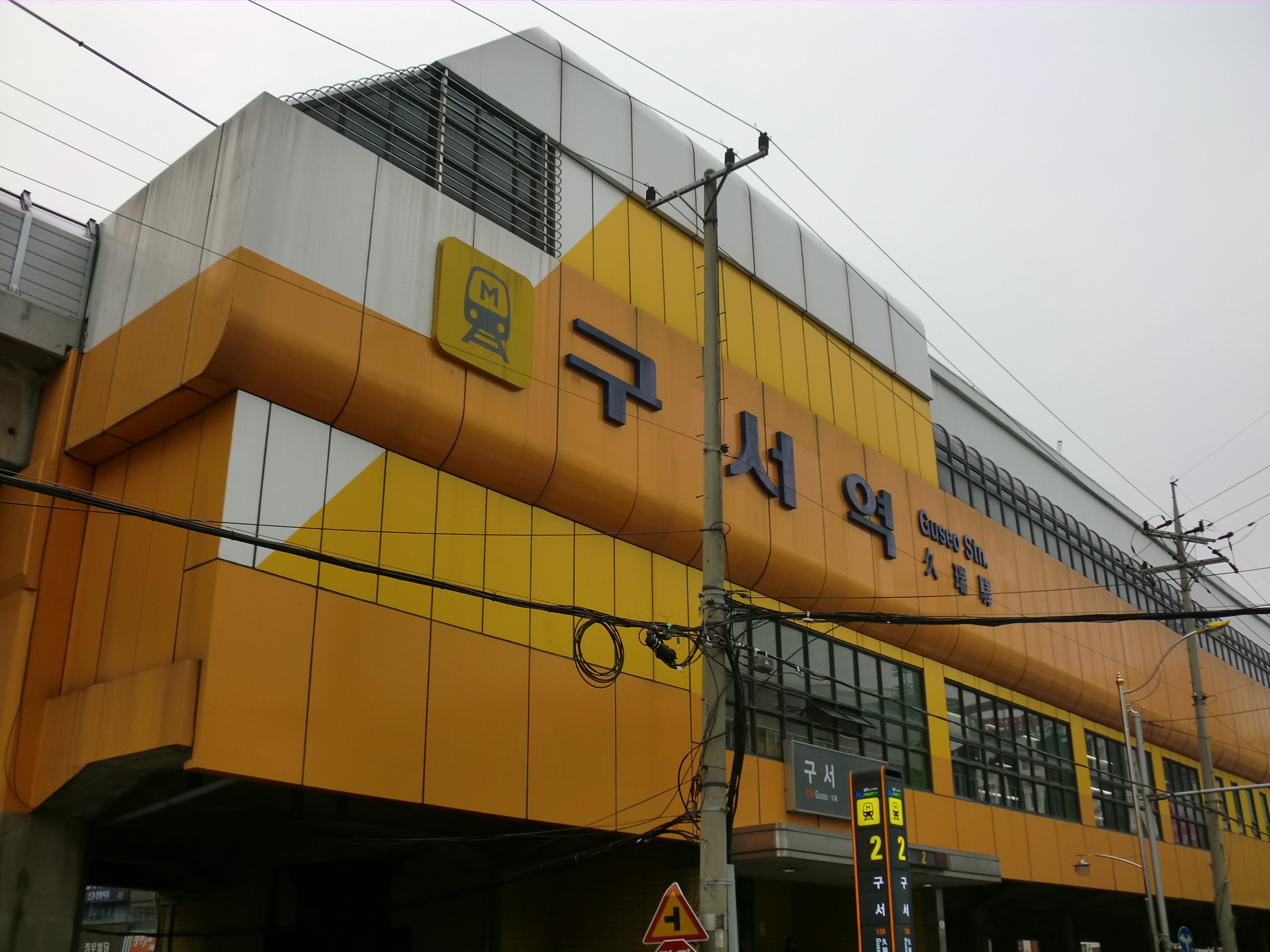
車站建築

## 相鄰車站
釜山交通公社
●釜山都市铁道1号线
長箭（129）－久瑞（130）－斗實（131）